# 中国共产党辽宁省委员会
中国共产党辽宁省委员会，简称（中共）辽宁省委，是中国共产党在辽宁省的组织和领导机关，成立于1952年5月，由中国共产党辽宁省代表大会选举产生，在代表大会闭会期间，执行中国共产党中央委员会的指示和中国共产党辽宁省代表大会的决议，领导辽宁省的党务工作，并定期向中国共产党中央委员会报告工作。目前，郝鹏担任该委员会书记，王新伟、熊茂平担任该委员会副书记。

## 职责
根据《中国共产党地方委员会工作条例》，中国共产党地方委员会主要实行政治、思想和组织领导，承担下列职能：
1. 对本地区重大问题作出决策。
2. 通过法定程序使党组织的主张成为地方性法规、地方政府规章或者其他政令。
3. 加强对本地区宣传思想文化工作的领导，牢牢掌握意识形态工作领导权、话语权。
4. 按照干部管理权限任免和管理干部，向地方国家机关、政协组织、人民团体、国有企事业单位等推荐重要干部。
5. 支持和保证人大、政府、政协、法院、检察院、人民团体等依法依章程独立负责、协调一致地开展工作，发挥这些组织中党组的领导核心作用。
6. 加强对本地区群团工作和统一战线工作的领导。
7. 动员、组织所属党组织和广大党员，团结带领群众实现党的目标任务。

## 机构设置
根据《辽宁省机构改革方案》《中共辽宁省委办公厅关于印发〈省直公益性事业单位优化整合方案〉的通知》（辽委办发〔2018〕64号），中国共产党辽宁省委员会设置工作机关14个，工作机关管理的机关3个。中共辽宁省委设置下列机构：
- 中共辽宁省委办公厅

### 职能部门
- 中共辽宁省委组织部
- 中共辽宁省委宣传部
- 中共辽宁省委统一战线工作部
- 中共辽宁省委政法委员会

（省委办公厅挂保密委员会办公室（省国家保密局）、省档案局牌子。省委组织部挂非公有制经济组织和社会组织工作委员会、省公务员局牌子。省委宣传部挂省人民政府新闻办公室、省精神文明建设指导委员会办公室、省新闻出版局（省版权局）、省电影局牌子。省委统一战线工作部挂省人民政府侨务办公室牌子。）

### 办事机构
- 中共辽宁省委政策研究室
- 中共辽宁省委国家安全委员会办公室
- 中共辽宁省委网络安全和信息化委员会办公室
- 中共辽宁省委财经委员会办公室
- 中共辽宁省委机构编制委员会办公室
- 中共辽宁省委军民融合发展委员会办公室
- 中共辽宁省委台湾工作办公室
- 中共辽宁省委巡视工作领导小组办公室

（省委全面深化改革委员会办公室设在省委财经委员会办公室。省委全面依法治省委员会办公室设在省司法厅。省委外事工作委员会办公室设在省人民政府外事办公室。省委审计委员会办公室设在省审计厅。省委教育工作领导小组秘书组设在省教育厅。省委农村工作领导小组办公室设在省农业农村厅。网络安全和信息化委员会办公室挂省互联网信息办公室牌子。台湾工作办公室挂省人民政府台湾事务办公室牌子。）

### 派出机关
- 中共辽宁省委直属机关工作委员会

（省委教育工作委员会与省教育厅合署办公，不计入机构限额。）

### 直属事业单位
- 中共辽宁省委党校
- 辽宁报刊传媒集团
- 辽宁广播电视集团
- 辽宁省文化演艺集团

（省委党校挂辽宁行政学院、省社会主义学院牌子。辽宁报刊传媒集团挂辽宁日报社牌子。辽宁广播电视集团挂辽宁广播电视台牌子。辽宁省文化演艺集团挂省公共文化服务中心牌子）

### 工作机关管理的机关
- 中共辽宁省委、辽宁省人民政府信访局，由省委办公厅、省政府办公厅管理，以省委办公厅管理为主。
- 中共辽宁省委机要局，由省委办公厅管理。
- 中共辽宁省委老干部局，由省委组织部管理。

（省委机要局挂省国家密码管理局牌子。）

## 历届组成人员
十一届以前省委历届书记
- 黄欧东（1954年08月－1958年06月）
- 黄火青（1958年06月－1971年01月）
- 陈锡联（1971年01月－1973年12月）
- 曾绍山（1975年09月－1978年09月）
- 任仲夷（1978年09月－1979年07月）
- 沈　越（1979年07月－1983年06月）
- 郭　峰（1983年06月－1985年06月）
- 李贵鲜（1985年06月－1986年04月）
- 全树仁（1986年04月－1993年10月）
- 顧金池（1993年10月－1997年08月）
- 闻世震（1997年08月－2004年12月）
- 李克强（2004年12月－2007年10月）
- 张文岳（2007年10月－2009年11月）
- 王　珉（2009年11月－2015年05月）

第十一届省委（2011年10月13日—2016年12月23日）
- 书记：王珉（—2015年5月）、李希（2015年5月—）
- 副书记：陈政高（—2014年4月）、夏德仁（—2013年4月）、曾维（2015年7月—）、李希（2014年4月—2015年5月）、陈求发（苗族，2015年5月—）
- 常务委员：王珉（—2015年5月）、陈政高（—2014年4月）、夏德仁（—2013年4月）、许卫国（—2015年7月）、王俊莲（女，—2014年9月）、曾维、唐军、周忠轩（—2016年1月）、辛桂梓（—2016年10月）、张江（—2013年7月）、张林（—2015年1月）、赵国红（女，—2015年1月）、苏宏章（—2016年4月，因严重违纪被查）、陈超英（2012年12月—2014年8月）、范卫平（2013年8月—）、李希（2014年4月—）、林铎（2014年8月—2016年3月）、谭作钧（2015年1月—）、戴玉林（2015年1月—2016年12月）、王边疆（2015年1月—）、陈求发（苗族，2015年5月—）、陈小江（2016年5月—）、吴汉圣（2016年5月—）、李文章（2016年6月—）、王蒙徽（2016年8月—）、范继英（女，2016年10月—）、王正谱（2016年10月—）

第十二届省委（2016年12月23日至2021年12月18日）
- 书记：李希（—2017年10月）、陈求发（2017年10月—2020年8月）、张国清（2020年8月—）
- 副书记：陈求发（苗族，—2017年10月）、王蒙徽（—2017年6月）、唐一军（2017年10月—2020年4月）、易炼红（2018年5月—2018年8月）、周波（2019年2月—2021年1月）、刘宁（2020年6月—2021年10月）、李乐成（2021年10月—）、胡玉亭（2021年10月—）
- 常务委员：李希（—2017年10月）、陈求发（苗族，—2020年8月）、王蒙徽（—2017年6月）、唐军（—2017年2月）、陈小江（—2017年4月）、谭作钧（—2021年6月）、李文章（—2019年1月）、范卫平（—2018年5月）、范继英、吴汉圣（—2017年3月）、王正谱（—2018年8月）、关志鸥（—2018年3月）、张雷（2017年3月—2021年10月）、刘焕鑫（2017年3月—2020年1月）、廖建宇（2017年6月—2021年11月）、易炼红（2017年7月—2018年8月）、唐一军（2017年10月—2020年4月）、王边疆（2018年1月—2020年1月）、张福海（2018年5月—2020年5月）、陆治原（2018年9月—2021年9月）、周波（2019年2月—2021年1月）、陈向群（2019年2月—）、于天敏（2019年3月—）、张联义（2020年1月—2021年6月）、刘宁（2020年6月—2021年10月）、张国清（2020年8月—）、王健（2020年9月—）、刘慧晏（2020年11月—）、梁平（2021年6月—）、胡玉亭（2021年6月—）、李乐成（2021年10月—）、熊茂平（2021年10月—）、王新伟（2021年10月—）、刘奇凡（2021年11月—）

第十三届省委（2021年12月18日至今）
- 书记：张国清（—2022年11月）、郝鹏（2022年11月—）
- 副书记：李乐成（—2025年3月）、胡玉亭（—2023年4月）、王新伟（2024年3月—）、熊茂平（2025年7月—）
- 常务委员：张国清（—2022年11月）、李乐成（—2025年3月）、胡玉亭（—2023年4月）、刘慧晏、刘奇凡（—2023年12月）、于天敏（—2024年2月)、王新伟、王健、熊茂平、梁平、张立林（土家族）、张成中（—2023年7月）、胡立杰（女，—2024年2月）、郝鹏（2022年11月—）、蒋天宝（2023年6月—）、姜有为（2023年9月—）、霍步刚（2024年2月—）、李猛 （2024年3月—）、隋青（女，蒙古族，2024年4月—）、靳国卫（2024年9月—）